# Annie Rosar

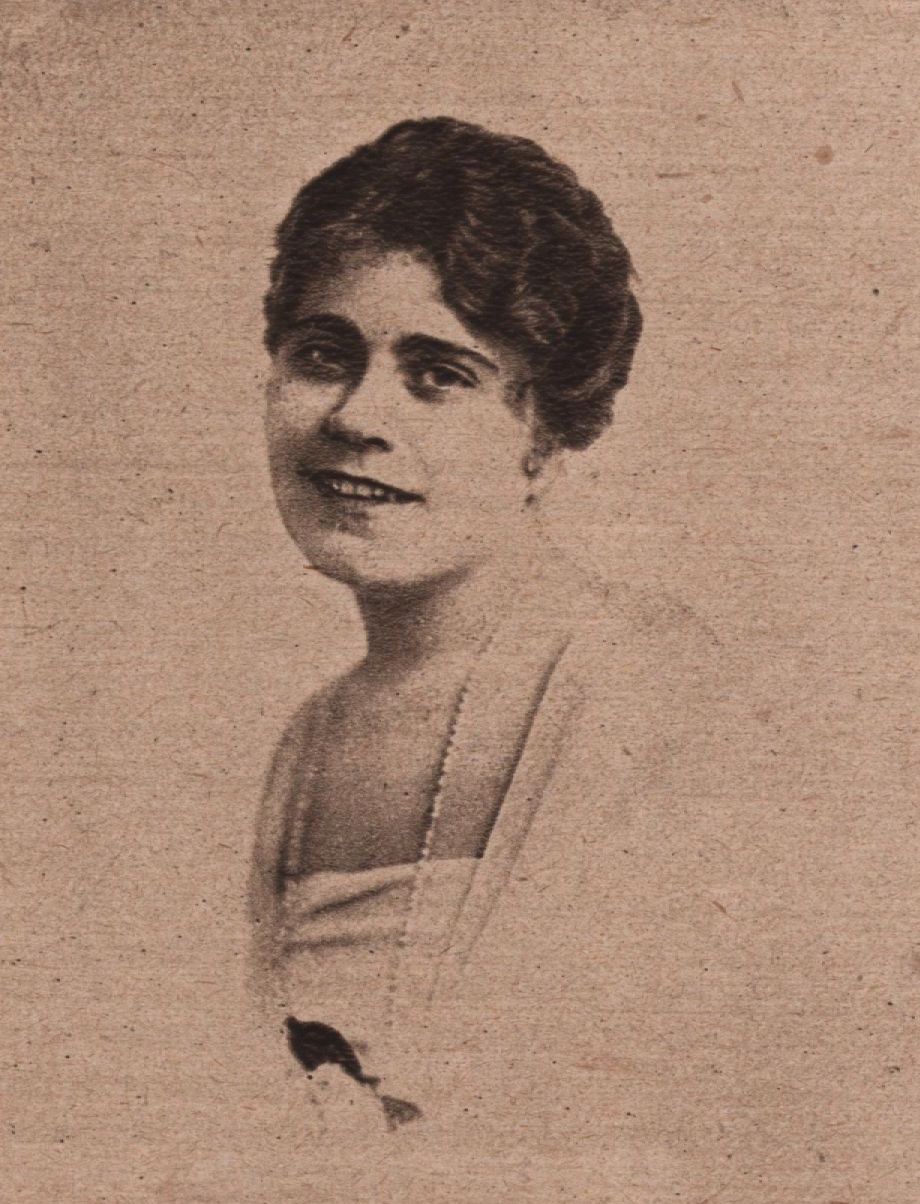
Annie Rosar

Anna „Annie“ Rosar (* 17. Mai 1888 in Währing; † 5. August 1963 in Wien) war eine österreichische Theater- und Filmschauspielerin.

## Leben

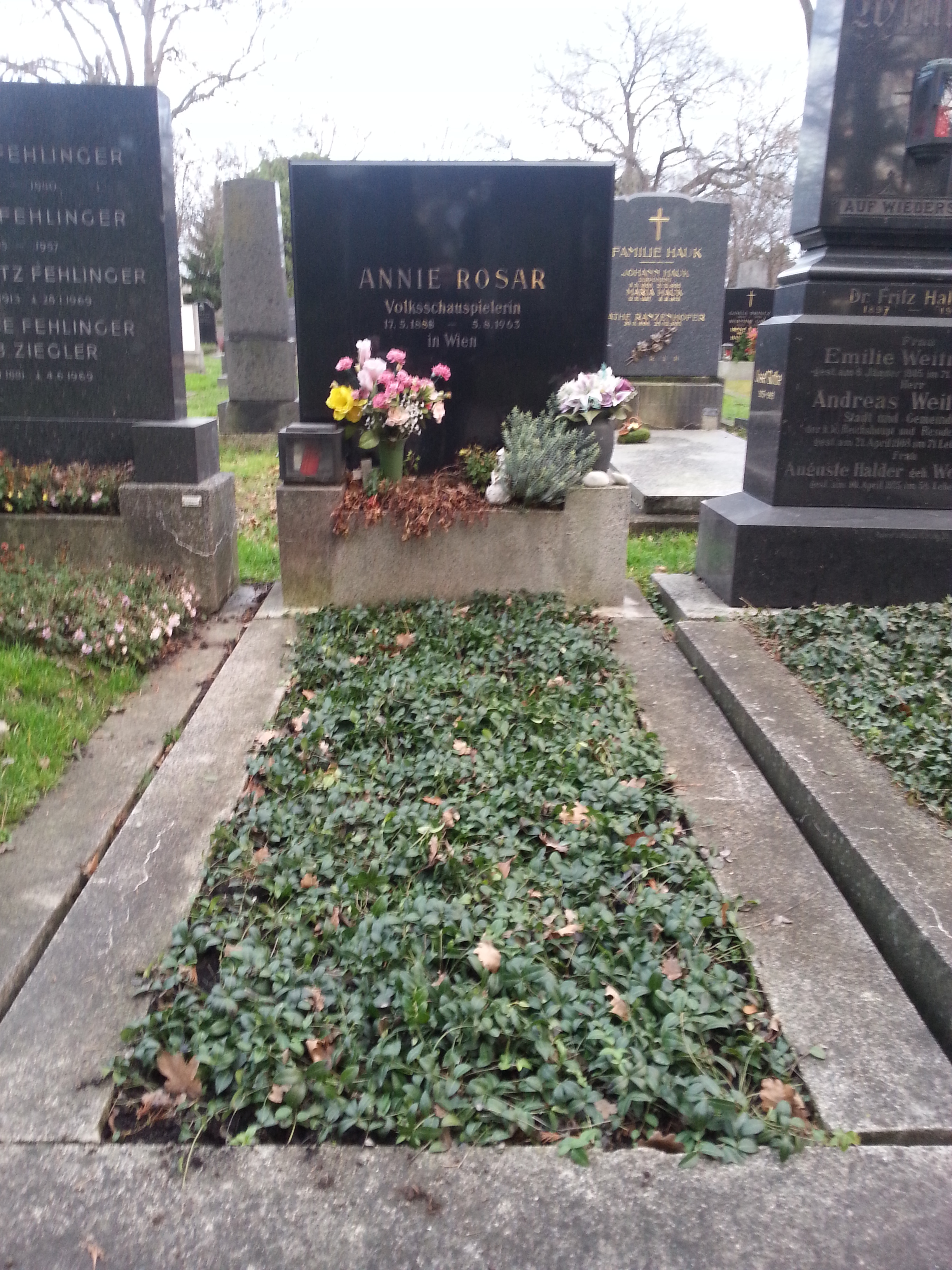
Grab von Annie Rosar auf dem Wiener Zentralfriedhof, 33A-1-26 (Dez. 2014)

Annie Rosar war die Tochter des Straßenbahnschaffners Michael Rosar und seiner Ehefrau Agnes, geborene Mikula. Sie besuchte ein Mädchen-Lyzeum und anschließend die Akademie für darstellende Kunst in Wien, danach die Akademie für dramatische Kunst in Mailand.
1910 debütierte sie am Lustspieltheater Josef Jarnos in Wien. 1911 spielte sie in München am dortigen Künstlertheater und am Schauspielhaus. 1917 trat Annie Rosar am Deutschen Schauspielhaus in Hamburg als jugendliche Heldin auf.
Es folgte von 1918 bis 1923 ein Engagement am Wiener Burgtheater und von 1925 bis 1938 am Theater in der Josefstadt. Von Max Reinhardt ermutigt, wechselte sie das Rollenfach und entwickelte sich zur beliebten Volksschauspielerin. Von 1939 bis 1942 sowie von 1947 bis 1951 spielte sie am Wiener Volkstheater vorwiegend komische Rollen. Sie stand 1944 in der Gottbegnadeten-Liste des Reichsministeriums für Volksaufklärung und Propaganda.
Nach dem Zweiten Weltkrieg übernahm sie vor allem Radio-, Film- und Fernsehtätigkeiten.
Häufig sah man sie in den Filmen mit Hans Moser als Ehefrau, wie in Ungeküsst soll man nicht schlafen gehn oder Schwarz auf weiß, als Haushälterin, wie in Reisebekanntschaft oder Der Herr Kanzleirat, und als gefährliche Schwiegermutter eines von Heinz Rühmann dargestellten Arztes wie in Wir werden das Kind schon schaukeln. Gelegentlich übernahm sie auch ernstere Rollen wie in Kleiner Peter, große Sorgen oder die Hauptrolle im Der veruntreute Himmel. Im Film Der dritte Mann spielte sie eine kleine Nebenrolle; sie verkörperte gemeinsam mit Paul Hörbiger ein Portiersehepaar. Ihre letzten Erfolge feierte Annie Rosar im Theater mit klassischen Rezitationen und im Fernsehen in dem 1957 von Fred Denger verfassten Einpersonenstück Langusten.
1907 heiratete Annie Rosar den Schweizer Max Walser und lebte mit ihm einige Zeit in Mailand. In zweiter Ehe war Annie Rosar ab 19. Juni 1919 mit dem Anwalt Robert Beinerth, und in dritter Ehe mit dem Holzexporteur Ladislaus Fuchs verheiratet, der im September 1927 in Wien starb. Am 17. Mai 1930 ehelichte sie den im administrativen Wiener Schulbereich tätigen, ob seiner radikalen literarischen Ausführungen in jenen Jahren schwer zu deutenden Autor Franz Rebiczek (auch: Rebicek, auch: Rebiczek-Rosar; 1935 Hauptmann a. D. im Vaterländischen Ring österreichischer Soldaten; 1891–1961), aber auch diese Ehe wurde geschieden.
Annie Rosars aus dritter Ehe stammender einziger Sohn fiel im Alter von 22 Jahren am 23. Dezember 1943 an der Ostfront.
Ihr ehrenhalber gewidmetes Grab befindet sich auf dem Wiener Zentralfriedhof (Gruppe 33A, Reihe 1, Grab 26). Im Jahr 1997 wurde in Wien-Donaustadt (22. Bezirk) der Annie-Rosar-Weg nach ihr benannt.

## Auszeichnungen
- 1958: Darstellerpreis des Filmfestivals Cork für Der veruntreute Himmel
- 1958: Ernennung zur Volksschauspielerin
- 1961: Österreichisches Ehrenkreuz für Wissenschaft und Kunst
- 1961: Bambi für Verdienste um den deutschen Film

## Filmografie (Auswahl)
- 1918: Der Mord an der Bajadere
- 1928: Glück bei Frauen
- 1929: Champagner
- 1929: Vater Radetzky
- 1930: Die Tat des Andreas Harmer
- 1932: Lumpenkavaliere (Regie: Carl Boese)
- 1933: Abenteuer am Lido
- 1934: Der junge Baron Neuhaus
- 1935: Frühjahrsparade (Regie: Ernst Marischka)
- 1935: Bretter, die die Welt bedeuten
- 1935: Die ganze Welt dreht sich um Liebe (Regie: Viktor Tourjansky)
- 1936: Die Frau des anderen (Romanze) (Regie: Herbert Selpin)
- 1936: Ungeküßt soll man nicht schlafen gehn (Wer zuletzt küßt…)
- 1936: Der Weg des Herzens (Prater)
- 1937: Ich möcht' so gern mit Dir allein sein (Millionäre) (Regie: Karl Heinz Martin)
- 1937: Peter im Schnee (Regie: Carl Lamac)
- 1937: Frauenparadies (Regie: Arthur Maria Rabenalt)
- 1938: Immer, wenn ich glücklich bin
- 1938: Der Hampelmann (Regie: Karl Heinz Martin)
- 1938: Dreizehn Stühle
- 1939: Mutterliebe
- 1939: Eine kleine Nachtmusik
- 1940: Herzensfreud – Herzensleid (Regie: Hubert Marischka)
- 1940: Meine Tochter lebt in Wien
- 1940: Ein Leben lang
- 1941: Die goldene Stadt
- 1941: Wir bitten zum Tanz
- 1942: Wen die Götter lieben
- 1942: Sommerliebe (Regie: Erich Engel)
- 1943: Schwarz auf weiß
- 1943: Reisebekanntschaft
- 1943: Gabriele Dambrone
- 1944: Warum lügst du, Elisabeth? (Regie: Fritz Kirchhoff)
- 1944: Das Lied der Nachtigall (Regie: Theo Lingen)
- 1944/47: Liebe nach Noten
- 1944/49: Münchnerinnen
- 1945/47: Der Millionär
- 1948: Nach dem Sturm
- 1948: Anni
- 1948: Der Herr Kanzleirat
- 1949: Der dritte Mann (The Third Man)
- 1949: Kleine Melodie aus Wien
- 1950: Das vierte Gebot
- 1950: Kind der Donau
- 1950: Auf der Alm, da gibt’s koa Sünd (Auf der Alm, da gibt’s ka Sünd)
- 1951: Eva erbt das Paradies
- 1951: Hallo Dienstmann
- 1951: Kleiner Peter, große Sorgen (Stadtpark)
- 1951: Verklungenes Wien
- 1952: Verlorene Melodie
- 1952: Wir werden das Kind schon schaukeln (Schäm dich, Brigitte)
- 1952: Ich hab’ mich so an Dich gewöhnt
- 1952: Der Obersteiger
- 1952: Des Teufels Erbe (The Devil Makes Three)
- 1953: Maske in Blau
- 1953: Vergiß die Liebe nicht
- 1953: Pünktchen und Anton
- 1953: Eine Nacht in Venedig (Komm in die Gondel)
- 1953: Das Früchtchen (Ein tolles Früchtchen)
- 1954: Die Perle von Tokay
- 1954: Männer im gefährlichen Alter
- 1954: Hoheit lassen bitten
- 1954: Eine Frau von heute
- 1955: Ja, so ist das mit der Liebe (Ehesanatorium)
- 1955: Wenn die Alpenrosen blüh’n
- 1955: Reich mir die Hand, mein Leben (Mozart)
- 1955: Ihr Leibregiment (Regie: Hans Deppe)
- 1955: Eine Frau genügt nicht?
- 1955: Die Försterbuben
- 1955: Der Pfarrer von Kirchfeld
- 1955: Heimatland
- 1955: Ich denke oft an Piroschka
- 1955: Der Schmied von St. Bartholomä
- 1955: Die Herrin vom Sölderhof
- 1956: Lügen haben hübsche Beine
- 1956: Geliebte Corinna
- 1956: Der Fremdenführer von Lissabon
- 1956: Nina
- 1956: Solange noch die Rosen blühn
- 1956: Die Fischerin vom Bodensee
- 1957: Die unentschuldigte Stunde
- 1957: Die Prinzessin von St. Wolfgang
- 1957: Die Lindenwirtin vom Donaustrand
- 1957: Scherben bringen Glück
- 1957: Heimweh … dort, wo die Blumen blühn
- 1957: … und führe uns nicht in Versuchung
- 1958: Der veruntreute Himmel
- 1958: Mikosch, der Stolz der Kompanie
- 1958: Ein Lied geht um die Welt
- 1958: Das haut einen Seemann doch nicht um
- 1959: Serenade einer großen Liebe (For the First Time)
- 1959: Wenn die Glocken hell erklingen
- 1959: Laß mich am Sonntag nicht allein
- 1959: Heimat – Deine Lieder
- 1960: Die Glocke ruft (Glocken läuten überall)
- 1960: Am Galgen hängt die Liebe
- 1962: Romanze in Venedig
- 1962: Drei Liebesbriefe aus Tirol
- 1962: Wenn beide schuldig werden